# Jiuxian Jiedao
Jiuxian Jiedao (kinesiska: 旧县, 旧县街道) är en socken i Kina. Den ligger i provinsen Yunnan, i den sydvästra delen av landet, omkring 79 kilometer nordost om provinshuvudstaden Kunming.
Genomsnittlig årsnederbörd är 939 millimeter. Den regnigaste månaden är juni, med i genomsnitt 217 mm nederbörd, och den torraste är januari, med 10 mm nederbörd.